# Metopius alluaudi
Metopius alluaudi är en stekelart som beskrevs av André Seyrig 1934. Metopius alluaudi ingår i släktet Metopius och familjen brokparasitsteklar. Inga underarter finns listade i Catalogue of Life.